# Paulinho (futebolista, 1958)
Paulo Luiz Massariol, profissionalmente conhecido por Paulinho (São Paulo, 3 de abril de 1958), é um ex-futebolista brasileiro, que atuava como atacante.
Foi artilheiro do Campeonato Brasileiro de 1978.

## Carreira
Filho do zagueiro Idiarte, jogador que mais vezes vestiu a camisa do XV de Piracicaba, Paulinho carregou o talento no sangue e desde novo, se acostumou a balançar as redes adversárias. Comecei nas categorias de base do XV, passando pelo infantil, juvenil e com 16 anos já começou a treinar com os profissionais.
Logo assim que subiu para o time profissional, foi vice-campeão do Campeonato Paulista de 1976, superado pelo Palmeiras na grande decisão. No mesmo ano, atuou pelo CRB no Campeonato Brasileiro.
Começou a se destacar no profissional do XV de Piracicaba e até ser convocado para o primeiro Mundial de Juniores na Tunísia em 1977, onde a Seleção Brasileira Sub-20 ficou em terceiro lugar. Voltou ao XV e meses depois foi contratado pelo Vasco, junto de Guina.
Pelo Vasco, foi campeão estadual em 1977, artilheiro do Campeonato Brasileiro de 1978 com 19 gols e chegou a Seleção Brasileira principal em 1979. Ao todo, participou de 163 partidas pelo clube, entre 1977 e 1980, marcando 94 gols.
Em 5 de junho de 1980, estreou pela Ponte Preta. Marcou seu primeiro gol no clube em seu quarto jogo, no empate em Campinas contra o Taubaté por 2 a 2. A passagem pela Ponte ficou marcada pelos dois gols marcados na vitória sobre o Guarani por 3 a 0, no Estádio Moisés Lucarelli.
Em 1981, atuou pelo Palmeiras, onde estreou em 11 de janeiro. Marcou 13 gols em 55 jogos pelo clube. 
Chegou ao Grêmio em 1982, estreando em 3 de fevereiro na derrota por 1x0 para o Vitória. Fez 18 jogos pelo clube e marcou 4 gols, até julho do mesmo ano.
Paulinho também defendeu o Náutico, Santa Cruz, jogou no futebol mexicano, Grêmio Maringá, Vila Nova, e antes no Comercial de Ribeirão Preto em 1983, voltou ao XV em 1987 e aposentou-se em 1989.

## Títulos
XV de Piracicaba
- Torneio José Ermírio de Moraes Filho: 1975

Vasco da Gama
- Campeonato Carioca: 1977
- Taça Guanabara: 1977
- Taça Manoel do Nascimento: 1977
- Torneio Cidade de Sevilha: 1979
- Troféu Festa de Elche: 1979
- Torneio Super Séries: 1980

Cruzeiro
- Taça Minas Gerais: 1982
- Taça Cidade de Valladolid: 1982

Náutico
- Campeonato Pernambucano: 1984

## Prêmios
- Eleito na seleção do Centenário do  XV de Piracicaba em 2013;[4][8]
- Artilheiro do Campeonato Brasileiro de 1978 com 19 gols.
- Bola de Prata: 1978
- Seleção do Campeonato Brasileiro de 1978
- 2° Maior artilheiro do Vasco da Gama nos anos 70 com 88 gols (1° Roberto Dinamite 290 gols)
- 18° maior artilheiro da história do Club de Regatas Vasco da Gama com 94 gols.